# Pajasan žláznatý

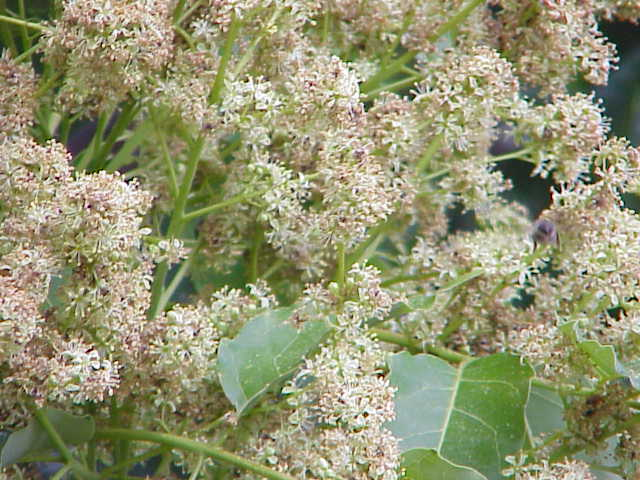
Samčí květenství

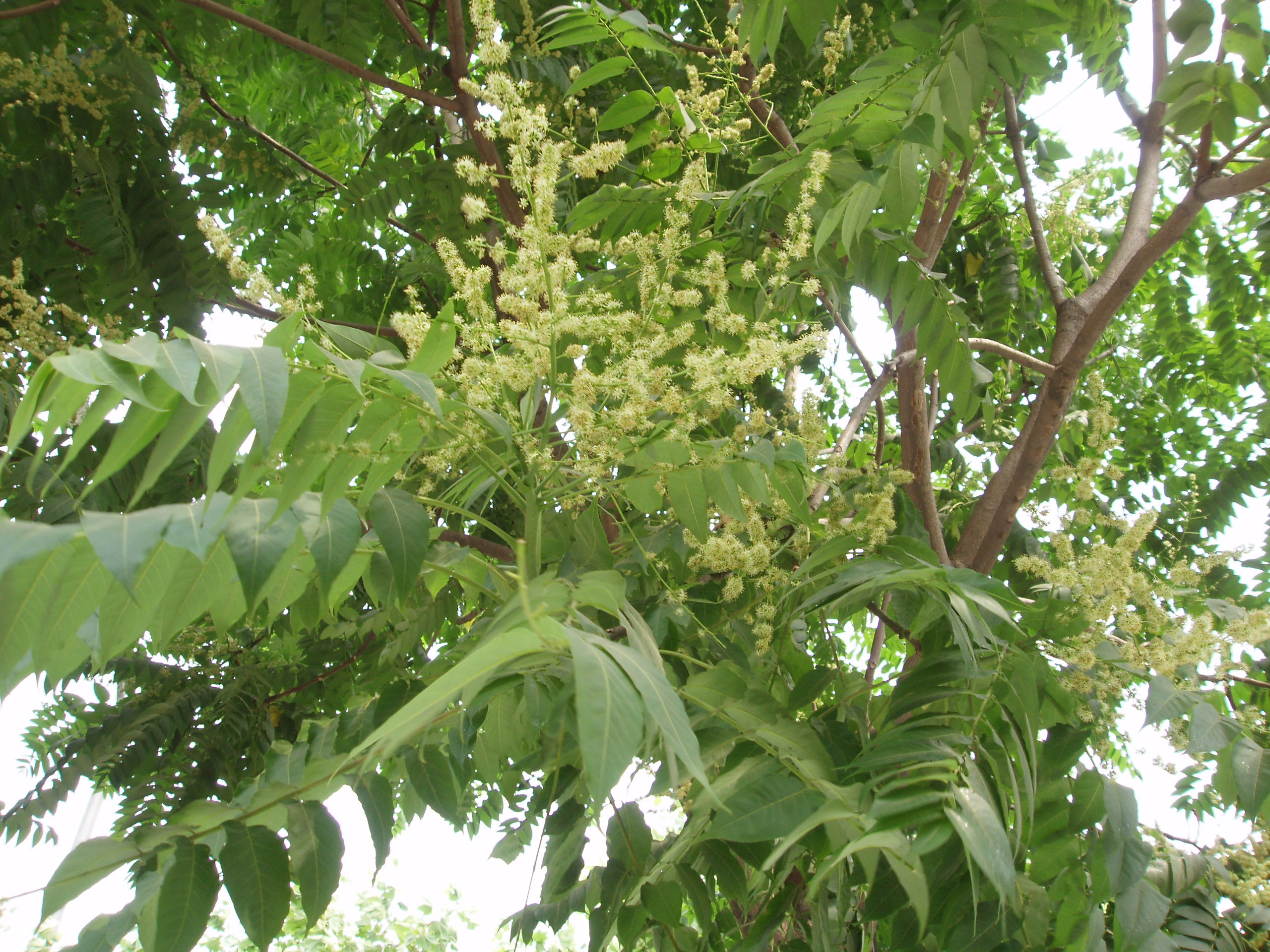
Samičí květenství

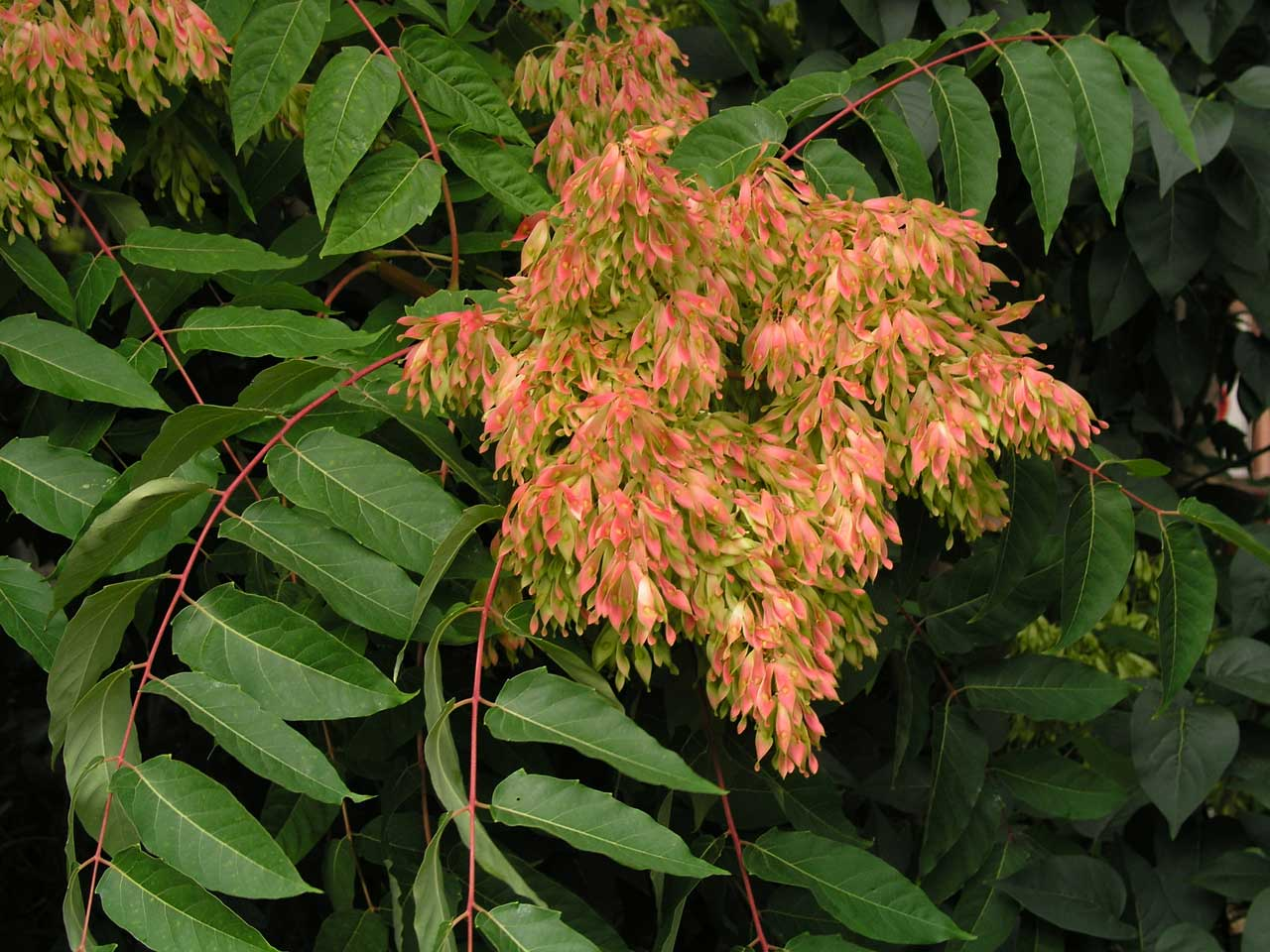
Plody na samičí rostlině

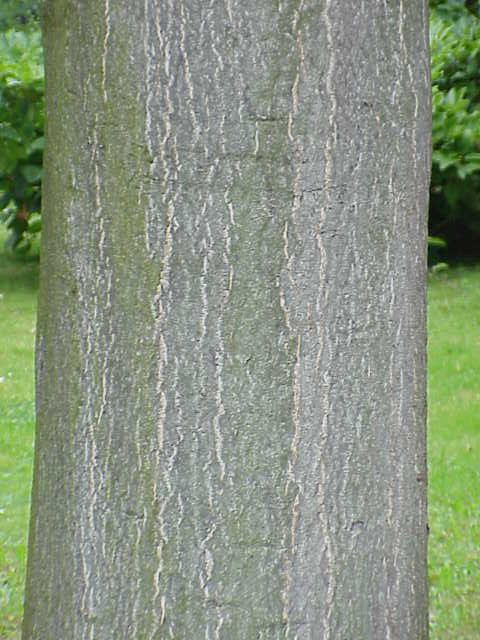
Kůra pajasanu žláznatého

Pajasan žláznatý (Ailanthus altissima) je druh opadavého listnatého stromu z čeledi simarubovitých, pocházející z Asie. V Česku byl poměrně často pěstován jako okrasná dřevina, ale často zplaňuje a stal se nebezpečnou invazní rostlinou, kterou je nesnadné hubit. Proto nyní ve všech státech Evropské unie platí zákaz prodeje jeho sazenic, jeho vysazování, pěstování a dalších forem šíření.

## Rozšíření
Jeho domovským areálem je severovýchod až východ Číny a Korejský poloostrov. Odtud se postupně rozšířil do celého mírného až subtropického pásu nearktické a palearktické oblasti včetně oblasti indomalajské. A nyní se šíří i do severní Afriky, Střední a Jižní Ameriky, Austrálie, na Nový Zéland i Tichomořské ostrovy. Invazivně proniká zejména do travnatých a skalnatých oblastí, na lesní mýtiny i rumiště.
Na území dnešní České republiky byl prokazatelně vysazen v roce 1803 v Lednici na Moravě. V roce 2004 již byl evidován na 202 lokalitách převážně v teplých oblastech jižní Moravy a v Polabí v nadmořské výšce do 350 m n. m. Typický je výskyt v intravilánech měst (Znojmo, Brno, Břeclav, Praha), avšak v posledních letech stále více proniká do volné krajiny, včetně přírodních stanovišť. Agresivně se prosazuje i v Národním parku Podyjí a v Chráněné krajinné oblasti Pálava.

## Popis
Pajasan žláznatý je dvoudomý strom dorůstající do výšky až 25 m. Kmen má hladký, rovný a jeho průměr může být až 1 metr. Borka je šedě zbarvená a dlouze podélně pruhovaná. Koruna je široce vejčitá, řídce rozvětvená se spodními větvemi často převislými. Listy po rozdrcení nepříjemně páchnou po myšině, lístky mají na bázi žlázy, které toto nepříjemné aroma produkují. Jsou licho- nebo sudozpeřené, 5 až 13 jařmé, 30 až 100 cm dlouhé. Jejich celokrajné nebo jemně zubaté, vejčitě kopinaté lístky jsou 5 až 15 cm dlouhé a 2 až 4 cm široké, na podzim od vřetene listu opadávají. Listy po poranění produkují tekutinu, která může u citlivých jedinců vyvolat alergické reakce.
Samčí pětičetné květy jsou nápadné, skládají se z tyčinek a zakrnělého semeníku, jsou velmi aromatické a je jich asi třikrát více než samičích. Samičí žlutozelené květy, uspořádané do koncových lat dlouhých 10 až 40 cm, jsou drobnější, také pětičetné, obsahují semeník a tyčinky, které nejsou funkční a neprodukují pyl. Kvete v červnu až červenci a jeho pyl je silným alergenem. Plodem je protáhlá dvoukřídlá nažka, po dozrání šedohnědé barvy, obvykle na stromě setrvává až do jara. Jsou velice lehké, asi 30 000 ks váží 1 kg. Dřevo stromu je tvrdé, lehké, ohebné a dobře snáší sucho.

## Rozmnožování
Semena – okřídlené nažky – brzy ztrácejí klíčivost, šíří se však do daleka větrem nebo po vodě. Semenáčky mohou v prvém roce dorůst do výšky až 2 metrů. Strom začíná plodit v 10. roce. V reakci na poškození vytváří dřevina intenzivní kořenové a pařezové výmladky, často několik desítek metrů od mateřského stromu. Růst výmladků je ještě rychlejší než u semenáčků. Pajasan je krátkověký, zpravidla po 30 až 50 letech začíná chřadnout a odumírat, většinou však regeneruje formou výmladků. V Lukově u Znojma rostl exemplář prokazatelně starší než 100 let.

## Ekologie
Na stanoviště je pajasan zcela nenáročný. Roste na všech typech půd včetně surových nebo zamokřených, nevadí mu sucho, zasolení ani znečištění. Patří mezi pionýrské druhy obsazující raná sukcesní stadia stanovišť. Mladé rostliny trpí silnými mrazy. Strom je výrazně světlomilný, ale snáší i určité zastínění. V České republice roste v teplých oblastech, zpravidla do 500 m n. m.

## Invazní působení
Jedná se o velice rychle rostoucí dřevinu, která je schopna alelopaticky působit na okolí a tím omezovat růst okolní vegetace; vylučuje hlavně ailanthon, který způsobuje potíže růstu zhruba sedmdesáti druhů listnatých a jehličnatých stromů. Tyto látky produkují zejména mladí jedinci, kteří tak vyhrávají boj o světlo s ostatními dřevinami. V intravilánech obcí způsobuje závažné škody na stavbách, infrastruktuře a kulturních památkách. Působí jako obtížný plevel v zahradách a parcích, sadech a vinohradech. Intenzivně se šíří pod elektrovody, podél železnic, silnic, místy i podél vodních toků. Velké množství pylu způsobuje alergické problémy.
Pajasan patří mezi 40 nejvíce invazních dřevin na světě. Od roku 2019 je pajasan zařazen na seznam invazních nepůvodních druhů s významným dopadem na Unii. Ve všech státech Evropské unie platí zákaz prodeje sazenic pajasanu, jeho vysazování, pěstování a dalších forem šíření.

## Možnosti regulace
Dříve doporučované odstranění pajasanu opakovaným kácením a následným potíráním pařezů herbicidy není vhodné, protože nevede k zasažení dlouhých, horizontálních kořenů. Dřevina pak dokáže znovu regenerovat. Podobně neúčinné je kroužkování, vedoucí k bujnému zmlazení. Nejúčinnější metodou je injektáž herbicidu do kmene pajasanu. Herbicid se aplikuje do otvorů vyvrtaných rovnoměrně po celém obvodu kmene. Strom je pak nutné nechat několik měsíců postupně odumřít. Teprve po kompletním uschnutí lze strom pokácet. Na místech s rizikem škod na zdraví a majetku je nutné stromy před kácením arboristicky ošetřit, aby se snížilo riziko nežádoucího zlomení či vývratu. Výhodou injektáže je zcela minimální až nulová tvorba výmladků. V případě mladých stromků a výmladků je nejvhodnější nátěr herbicidu na kmínek, zpravidla po částečném sloupnutí kůry na polovině obvodu kmene. Husté porosty výmladků lze racionálně likvidovat pouze postřikem na list, avšak nutností je přidání pomocných látek do herbicidu a maximální důslednost provedení.
V České republice jsou k likvidaci pajasanu registrovány některé přípravky na bázi glyfosátu. Vyšší účinnost však vykazuje glyfosát s přídavkem metsulfuron-methylu a smáčedla. V Rakousku je registrován a s vysokou efektivitou používán biologický preparát Ailantex. Jde o houbu přeslenatku (Verticillium nonalfalfae), která po naočkování do stromu dokáže během několika let způsobit odumření celého polykormonu.

## Význam
Pajasan žláznatý je velmi odolný vůči průmyslovým emisím a proto býval vysazován jako rychle rostoucí dřevina do parků, měst i větrolamů. Díky své schopnosti růst na půdách vápenitých, nekultivovaných i podmáčených se uplatňoval také jako prvotní dřevina po rekultivaci. Pro svůj exotický vzhled listů býval oblíbenou okrasnou dřevinou v parcích a zahradách.
Z jeho dřeva se dříve vyráběl nábytek, nyní se využívá jen pro stavební účely a na topení.
Starší stromy, trpící uhníváním kořenů a zlomy ve větrných polohách, je nutné preventivně nahradit vhodnějšími dřevinami, aby se předešlo tragédiím při neočekávaném pádu přestárlých pajasanů.
V Asii se z něho vyrábějí homeopatika, která dle některých potlačují příznaky malárie a úplavice. Jeho listy jsou hostitelem larev motýla martináče hedvábného (Samia cynthia), z jejichž kokonů kukel se získává hedvábí.

## Taxonomie
Nejznámější variety pajasanu žláznatého:
- Ailanthus altissima (Mill.) Swingle var. acubaefolia
- Ailanthus altissima (Mill.) Swingle var. erythrocarpa
- Ailanthus altissima (Mill.) Swingle var. hongye
- Ailanthus altissima (Mill.) Swingle var. metro
- Ailanthus altissima (Mill.) Swingle var. pendulifolia
- Ailanthus altissima (Mill.) Swingle var. sutchuanensis
- Ailanthus altissima (Mill.) Swingle var. tricolor